# Bernart Vilém z Říčan
Bernart Vilém svobodný pán z Říčan (psáno v kronikách též Bernard z Riczen) byl český římskokatolický duchovní, sídelní kanovník katedrální kapituly u sv. Štěpána v Litoměřicích a v letech 1718 až 1726.

## Život
Pocházel z panského rodu pánů z Říčan. Narodil se Václavu Rudolfovi z Říčan na Ptejně a jeho manželce Voršile ze Žákavy kolem roku 1678. Jako alumnus začal studovat v Litoměřicích V roce 1707 ukončil Arcibiskupský seminář. Jeho počátky mezi světským klérem nejsou známy. Literární zmínka o něm je až z roku 1712, kdy působí jako farář v Novém Rychnově.
V roce 1718 se stal litoměřickým kanovníkem a přísedícím litoměřické konsistoře. Zemřel 3. srpna 1726.